# کلودیا دل
کلودیا دل (انگلیسی: Claudia Dell؛  ‏۱۰ ژانویهٔ ۱۹۱۰ – ۵ سپتامبر ۱۹۷۷) یک هنرپیشه، و رقصنده اهل ایالات متحده آمریکا بود.
از فیلم‌ها یا برنامه‌های تلویزیونی که وی در آن نقش داشته است، می‌توان به کلئوپاترا، الجزایر، آوای جنگل و دستری دوباره می‌راند اشاره کرد.